# Bathukamma
Bathukamma es un festival de flores celebrado por las mujeres de Telangana y algunas partes de Andhra Pradesh. Cada año, este festival se celebra según el calendario Sathavahana durante nueve días a partir de Pitru Amavasya, que suele coincidir con los meses de septiembre a octubre del calendario gregoriano. Bathukamma se celebra durante nueve días y corresponde al festival de Sarada Navratri y Durga Puja. Comienza el día de Mahalaya Amavasya y las festividades de 9 días culminarán en "Saddula Bathukamma" o "Pedda Bathukamma". Después de Bathukamma sigue Boddemma, que es un festival de 7 días. El festival Boddemma marca el final de Varsha Ruthu, mientras que Bathukamma marca el comienzo de Sarad o Sharath Ruthu.
Bathukamma representa la cultura espiritual de Telangana. Bathukamma es una hermosa pila de flores, compuesta por diferentes flores únicas de temporada; la mayoría de ellas con propiedades medicinales, en siete capas concéntricas con forma de templo gopuram. En telugu, "Bathukamma" significa "La Diosa Madre cobra vida". 
Históricamente, bathukamma significaba "festival de la vida" y celebraba la época de la cosecha.
Es la fiesta de la felicitación femenina. En esta ocasión especial las mujeres se visten con el tradicional sari combinándolo con joyas y otros accesorios. Las adolescentes llevan Langa-Oni/Medias saris/Lehenga Choli combinados con joyas para resaltar la gracia tradicional del atuendo.
- Día 1: Engili pula Bathukamma
- Día 2: Attukula Bathukamma
- Día 3: Muddappappu Bathukamma
- Día 4: Nanabiyyam Bathukamma
- Día 5: Atla Bathukamma
- Día 6: Aligina Bathukamma (alaka Bathukamma)
- Día 7: Vepakayala Bathukamma
- Día 8: Vennae muddala Bathukamma
- Día 9: Sadhula Bathukamma

Los hermanos traen flores a la madre y las hermanas para llevar a cabo Bathukamma.

## Chalukyas de Vemulavada
Los Chalukyas de Vemulavada, con sede en Vemulawada, eran los feudatarios de los reyes Rashtrakuta. En las guerras entre los reyes Chola y los Rashtrakutas, estos Chalukyas se pusieron del lado de los Rashtrakutas. En el año 973, el señor feudal Chalukya Tailapa II derrotó al último rey Karka-II de los reyes Rashtrakuta y estableció el reino independiente Kalyani Chalukya. Tras la muerte de Tailapa II en el año 997, su hijo Satyashraya se convirtió en el rey. En el antiguo reino de Vemulavaada (actual distrito de Rajanna Sircilla), el templo Sri Raja Rajeshwara es popular. El rey Chola, Paraantaka Sundara Chola estaba en problemas mientras defendía el ataque del rey Rashtrakuta. Al enterarse de que Rajarajeswara ayudaría a los que estaban en problemas, Paraantaka Chola se convirtió en su devoto. Además, nombró a su hijo como Raja Raja. Esto es evidente en el epígrafe de Arikesari. Raja Raja Chola gobernó entre 985 y 1014. Su hijo Rajendra Chola atacó como jefe del ejército y salió victorioso de Satyaasraya. Como señal de su victoria, destruyó el templo de Rajeswara y llevó la Bruhat (enorme) linga de Siva a su padre como regalo. En 1006 Raja Chola había comenzado a construir un templo a este enorme Sivalinga (Brihadeswara). En 1010 instaló este Linga. Los reyes Chola también anunciaron en epígrafes tamiles que este templo de Brihadeswara se construyó con las riquezas saqueadas en el ataque al reino de Vemulavaada Chalukya.
Incluso ahora las similitudes entre el Sivalinga de Vemulavaada Bheemeswaralayam y Sivalinga de Brihadeeswaralayam de Tanjavuru puede ser vistas. Llevarse el Sivalinga de Vemulavaada a Tanjavuru abatió a la gente del Reino. Después de dejar el Reino, en forma de Linga, junto con un intento de consolar a Paarvathi (Bruhadamma) en el templo de este lugar y para informar de la consternación a las Cholas, Batukamma se arregla con flores al igual que la montaña Meru. En su cima se coloca Gouramma, hecha con cúrcuma, y se recita con cantos y juegos durante nueve días. Sumergirla en el agua y llamarla para que regrese se convirtió en un festival.

## Preparación
Los hombres en casa recolectan flores Bathukamma de las llanuras silvestres como Celosia, Senna, Caléndula, Crisantemo, Loto Indio, hojas y flores de Cucurbita, hojas y flores de Cucumis Sativus, Memecylon edule, Tridax procumbens, Trachyspermum ammi, Katla, flores de Teku, etc., que florecen en esta temporada en varios colores vibrantes en todas las llanuras no cultivadas y estériles de la región.
Preparar un Bathukamma es un arte popular. Las mujeres empiezan a preparar el Bathukamma desde la tarde. Cortan las flores dejando la base un poco larga, algunas sumergen las flores de Gunugu (Celosia) en varios colores vibrantes, algunas perfumadas y las colocan en un plato ancho llamado Thambalam.
Las canciones pretenden invocar las bendiciones de varias diosas.

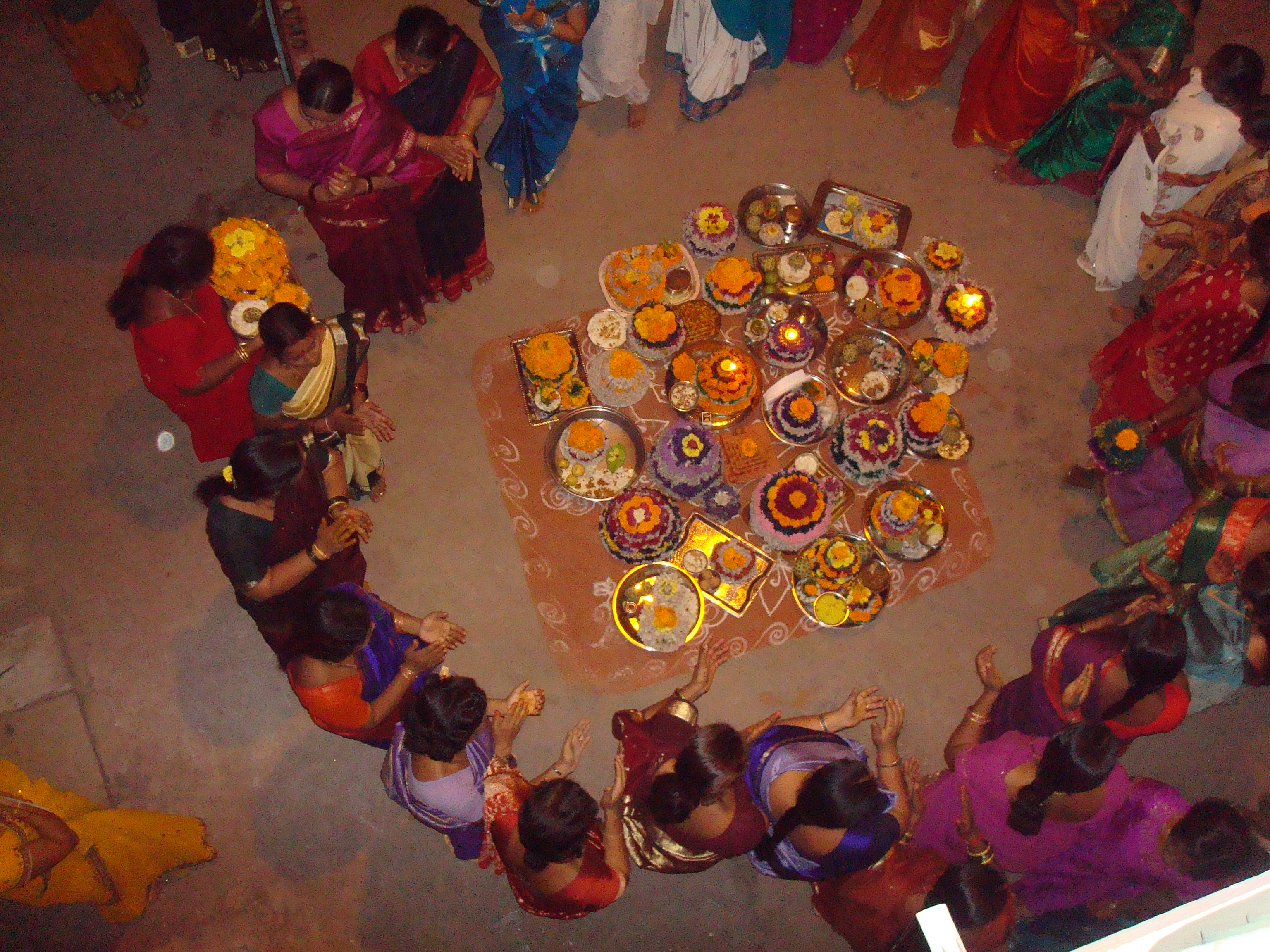
Mujeres Telangana celebrando Bathukamma

Cada día tiene un nombre que significa principalmente el tipo de "naivedyam" (ofrenda de comida) que se ofrece. La mayoría de los naivedyam que se ofrecen son muy sencillos de preparar, y normalmente los niños pequeños o las chicas jóvenes participan mayoritariamente en la preparación de las ofrendas durante los primeros ocho días del festival. El último día, llamado saddula Bathukamma, es cuando todas las mujeres participan en la preparación. A continuación figura la lista de nombres de cada día y el naivedyam que se ofrece ese día.
- Engili pula Bathukamma: El primer día del festival cae en Mahalaya Amavasya, también conocida como Pethara Amavasya en la región de Telangana.

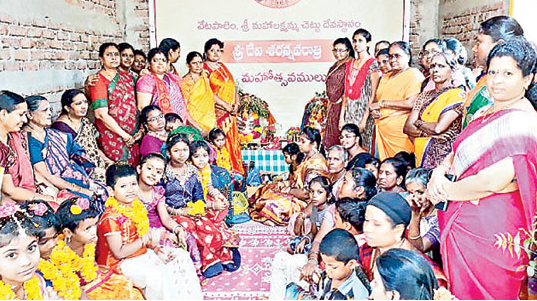
Mujeres celebrando Batukamma en el distrito de Prakasam de Andhra Pradesh

Ofrenda de comida/Naivedyam: Nuvvulu (semillas de sésamo) con biyyampindi (harina de arroz) o nookalu (arroz húmedo molido grueso)
- Atkula Bathukamma: El segundo día se llama Atkula bathukamma, cae en el Padyami (primer día) de Ashwayuja masam.

Ofrenda de comida/Naivedyam: Sappidi pappu (lentejas hervidas blandas), bellam (azúcar) y atkulu (arroz hervido aplastado).
- Muddapappu Bathukamma: El tercer día de Bathukamma cae en Vidiya/segundo día de Aswwayuja masam.

Ofrenda de comida/Naivedyam: muddapappu (lentejas hervidas ablandadas), leche y bellam (azúcar morena).
- Nanabiyyam Bathukamma: El cuarto día cae en thidiya/tercer día de Aswayuja masam.

Ofrenda de comida/Naivedyam: nananesina biyyam (arroz húmedo), leche y bellam (azúcar).
- Atla Bathukamma: El quinto día cae en chathurdi/cuarto día de Aswayuja masam.

Ofrenda de comida/Naivedyam: uppidi pindi atlu (panqueques hechos de trigo) o Dosa.
- Aligina Bathukamma: El sexto día cae en el panchami/quinto día de Aswayuja masam.

No se hace ofrenda de alimentos.
- Vepakayala Bathukamma: El séptimo día cae en el sashti/sexto día de Ashwayuja masam.

Ofrenda de comida/Naivedyam: Se fríe la harina de arroz en forma de frutos del árbol de neem.
- Vennamuddala Bathukamma: El octavo día cae en sapthami/séptimo día de Ashwayuja masam.

Ofrenda de comida/Naivedyam: nuvvulu (sésamo), venna (mantequilla) o ghee (mantequilla clarificada) y bellam (azúcar).
- Saddula Bathukamma: El noveno día de bathukamma se celebra en ashtami/ocho día de Ashwayuja masam, y coincide con Durgashtami.

Ofrenda de comida/Naivedyam: Cinco tipos de platos de arroz cocido: perugannam saddi (arroz con requesón), chinthapandu pulihora saddi (arroz con tamarindo), nimmakaya saddi (arroz con limón), kobbara saddi (arroz con coco) y nuvvula saddi (arroz con sésamo).

### Saddula Bathukamma
Este festival se celebra durante nueve días y concluye en Durgastami. El último día del festival se llama Saddula Bathukamma. En este día final se celebra la inmersión de Bathukamma (Bathukamma Visarjan) en las masas de agua con la mayor devoción y entusiasmo, con rítmicos golpes de tambor en toda Telangana. El atardecer ofrece un hermoso, calmante y apacible espectáculo visual. Gauramma (un ídolo simbólico de Gowri hecho de cúrcuma) se retira de Bathukamma antes de la inmersión y cada mujer casada aplica una pasta de éste en su Mangala sutra que marca la solemnización de su matrimonio y también su esposo está protegido de todos los males y el mal destino.

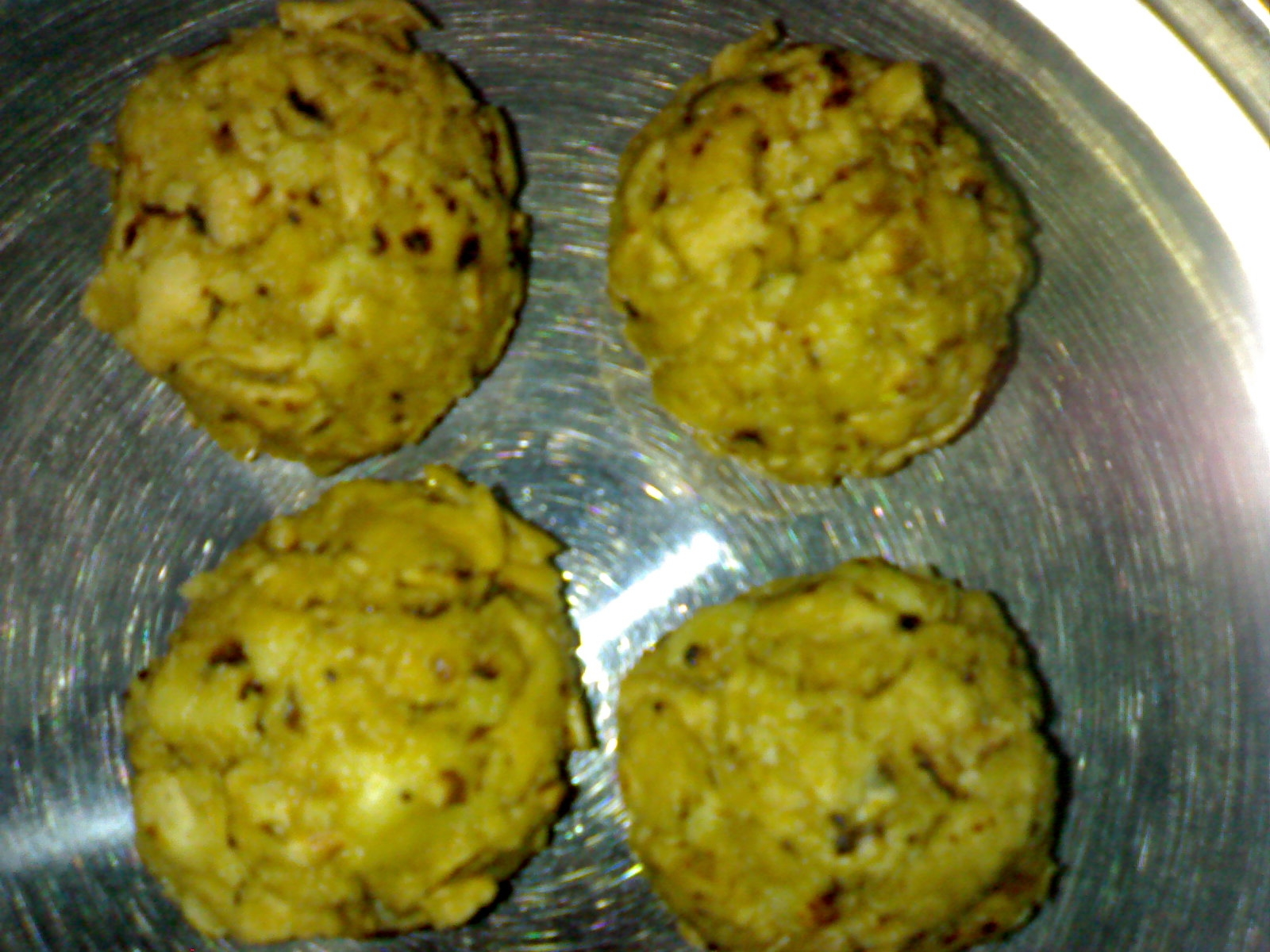
Maleeda

Durante los 9 días del festival se prepara un Nivedyam o un plato especial sattu que se ofrece a la diosa. Los ingredientes generales de los platos son maíz (మొక్క జొన్నలు), sorgo (జొన్నలు), bajra (సజ్జలు), gramo negro (మినుములు), gramo de bengala (శనగలు), Gramo verde (పెసర్లు), cacahuetes (పల్లి), sésamo (నువ్వులు), trigo (గోధుమలు), arroz (బియ్యము), anacardo (Kaju), jengibre (బెల్లం), leche (పాలు), etc. Este día se prepara Maleeda, una combinación de Roti y Jaggery, que se distribuye al final del evento.

## Contexto
Bathukamma significa "vuelve a la vida madre" y es una petición para que la diosa Sati regrese. La leyenda dice que Sati regresó como la Diosa Parvati y por lo tanto el festival también está dedicado a la Diosa Parvati.
Hay muchos mitos detrás de este festival. Según un mito, la diosa Gauri mató al demonio Mahishasura después de una feroz lucha. Después de este acto, se fue a dormir en el 'Aswayuja Padyami', debido a la fatiga. Los devotos le rezaron para que se levantase y se despertó en el Dasami.
La otra es Bathukamma, hija del rey 'Chola' Dharmangada y de 'Satyavati'. El rey y la reina perdieron a sus 100 hijos en el campo de batalla y rezaron a la Diosa Lakshmi para que naciese en su casa, como su hija. La diosa Lakshmi escuchó sus sinceras plegarias y decidió complacerlos. Cuando Lakshmi nació en el palacio real, todos los sabios vinieron a bendecirla y la dotaron de la inmortalidad "Bathukamma o vivir para siempre". Desde entonces, el festival Bathukamma es celebrado por las jóvenes de Telangana. El propósito de este festival es rezar a la Diosa en la creencia de que las jóvenes conseguirán maridos según sus deseos, para enseñar a las jóvenes a cuidar de sus suegros, de sus maridos, a ser grandes mujeres que respeten a los mayores, a amar a la gente que las rodea, a ser guías de las más jóvenes. Además, las mujeres casadas celebran la fiesta para rezar a la Diosa por la buena salud y la prosperidad de sus familias.
Bathukamma o "Shakthi", según una leyenda, es una apasionada de las flores. Las flores se disponen en un tablón de madera cuadrado o en un marco de bambú cuadrado cuyo tamaño se va reduciendo hasta formar un pináculo en la parte superior. Se asemejan a la forma de un templo "Gopura". Sobre las flores se coloca Gauramma (un ídolo simbólico de Gowri hecho de cúrcuma). Esta pequeña montaña floral es venerada como la diosa Bathukamma.
Este festival se celebra con alegría y júbilo. Durante estas celebraciones, hay espectáculos de danza, música, obras de teatro y una gran variedad de entretenimientos, ya que miles de turistas y lugareños también acuden a presenciar los acontecimientos. Las 'jataras' también se celebran durante este mes.